# Бели-Брег
Бели-Брег (болг. Бели брег) — село в Болгарии. Находится в Монтанской области, входит в общину Бойчиновци. Население составляет 106 человек.

## Политическая ситуация
Бели-Брег подчиняется непосредственно общине и не имеет своего кмета.
Кмет (мэр) общины Бойчиновци — Славей Иванов Костодинов (Граждане за европейское развитие Болгарии (ГЕРБ)) по результатам выборов.